# Juan Reccius
Juan Reccius, född 9 april 1911, död 29 juni 2012, var en friidrottare från Chile. Han deltog vid olympiska sommarspelen 1936.